# Rubinat
Rubinat, antigament conegut com a Rabinat, és una entitat de població del municipi de Ribera d'Ondara, a la comarca de la Segarra.
Està situat a l'oest de la capital del terme, Sant Antolí i Vilanova. Al cens del 2018 s'hi comptabilitzen 43 habitants.

## Història
El castell de Rubinat fou conquerit i repoblat entorn del 1055 pels Òdena, els quals dominaven també el castell de Llindars i el de Montlleó. Sota els Òdena hi havia una família militar, els Rabinat, documentada el 1112, que acabaren essent senyors del lloc vers el 1240. Dintre el mateix segle passà als Caercí de Cervera, que a l'inici del segle xiv el van vendre a l'abat de Poblet. L'any 1350 fou adquirit pels Alenyà i passà després per diferents senyors fins que el 1476 el rei Joan II el donà a Joan d'Eimeric i de Subirats, que creà amb els llocs de Sant Antolí, Rubinat, Pallerols i Timor la baronia de Rubinat. Aquesta, per aliança matrimonial, el 1578 passà als comtes d'Erill, que foren senyors del lloc fins a la fi de les senyories jurisdiccionals.
Durant la Guerra civil catalana, la Host del Consell del Principat i el castlà de Cervera, amb gent de la Segarra i l'Urgell van acudir a l'encontre de Joan el Gran, que havia entrat a Balaguer, que a la vegada va enviar el seu exèrcit, comandat pel seu fill il·legítim Joan d'Aragó, l'arquebisbe de Saragossa, i van combatre a Rubinat entre el 21 i el 22 de juliol de 1462.
El terme de Rubinat entre el 1358 i el 1381 passà de tenir de 40 a 15 focs. A mitjans del segle xix es va integrar a l'antic municipi de Sant Pere dels Arquells.
A finals del segle xix, el poble era molt conegut gràcies a l'aigua que s'extreia de diverses fonts. Aquesta aigua de Rubinat fou descoberta pel doctor Llorach i explotada per diverses empreses.

## Llocs d'interès
- Església romànica de Santa Maria de Rubinat, amb tres naus i un campanar de gran interès.